# Superplasticità
La superplasticità è una peculiarità di alcuni materiali metallici o ceramici in grado di esibire sotto particolari condizioni di temperatura, di microstruttura e di velocità di deformazione, allungamenti a rottura di uno o due ordini di grandezza superiori rispetto ai materiali convenzionali.
Generalmente, nelle leghe metalliche, questa peculiarità è sfruttata in ambito industriale tramite processi di deformazione plastica massivi o di lamiere che vanno sotto il nome di "formatura superplastica".